# Tanaka Yoshimasa
Tanaka Yoshimasa (田中 吉政?; 1548 – 23 marzo 1609) è stato un Daimyō giapponese dei periodi Sengoku ed Edo, servitore dei clan Oda, Toyotomi e Tokugawa.

## Biografia
Tanaka servì inizialmente Oda Nobunaga e, dopo la morte di quest'ultimo, si unì a Toyotomi Hideyoshi che nel 1583 gli diede il feudo di Yawata (Ōmi) il quale valeva 30.000 koku. Nel 1590 fu trasferito a Okazaki (Mikawa, 100.000 koku) e divenne consulente di Toyotomi Hidetsugu. Fu lui che avvertì Hideyoshi delle ambizioni del figlio adottivo. Durante la campagna di Sekigahara si schierò con Tokugawa Ieyasu e venne ricompensato con il feudo di Kurume (Chikugo, 320.000 koku). Venne succeduto nel 1609 dal figlio Tadamasa, il quale morì nel 1620 senza eredi.
Come Hideyoshi, Yoshimasa proveniva dalle radici più umili dalla società, ma guadagnò una posizione elevata grazie ai suoi talenti sul campo.